# Barsovy
Barsovy (Russisch: Барсовый) is een plaats (posjolok bij wisselplaats) in de selskoje poselenieje van Barabasj binnen het district Chasanski in het uiterste zuidwesten van de Russische kraj Primorje. De plaats werd gesticht in 1940 en telt 5 inwoners (1 januari 2005) en is daarmee een van kleinste nederzettingen van het district.
De nederzetting ligt aan de lijn Oessoeriejsk - Chasan en bevindt zich aan de Melkovodnybocht van de Amoerbaai, nabij het schiereiland Pestsjatny. Het gehucht is via een weg van 20 kilometer lang verbonden met de rijksweg Razdolnoje - Chasan (A189). De plaats ligt op 83 kilometer van het districtcentrum Slavjanka en ongeveer 132 kilometer van Vladivostok.
Bestuurlijk centrum: Slavjanka

Andrejevka · Bamboerovo · Barabasj · Barsovy · Baza Kroeglaja · Bezverchovo · Chasan · Filippovka · Gvozdevo · Kamysjovoje · Kedrovaja · Kraskino · Kravtsovka · Lebedinoje · Majak Bjoesse · Majak Gamova · Narva · Ovtsjinnikovo · Perevoznoje · Pojma · Posjet · Pozjarski · Primorski · Provalovo · Risovaja Pad · Rjazanovka · Romasjka · Sjachtjorskoje · Soechaja Retsjka · Soechanovka · Tsoekanovo · Vitjaz · Zajsanovka · Zanadvorovka · Zaroebino